# 北海道道462号川端追分線
北海道道462号川端追分線（ほっかいどうどう462ごう かわばたおいわけせん）は、北海道夕張郡由仁町と勇払郡安平町を結ぶ一般道道（北海道道）である。

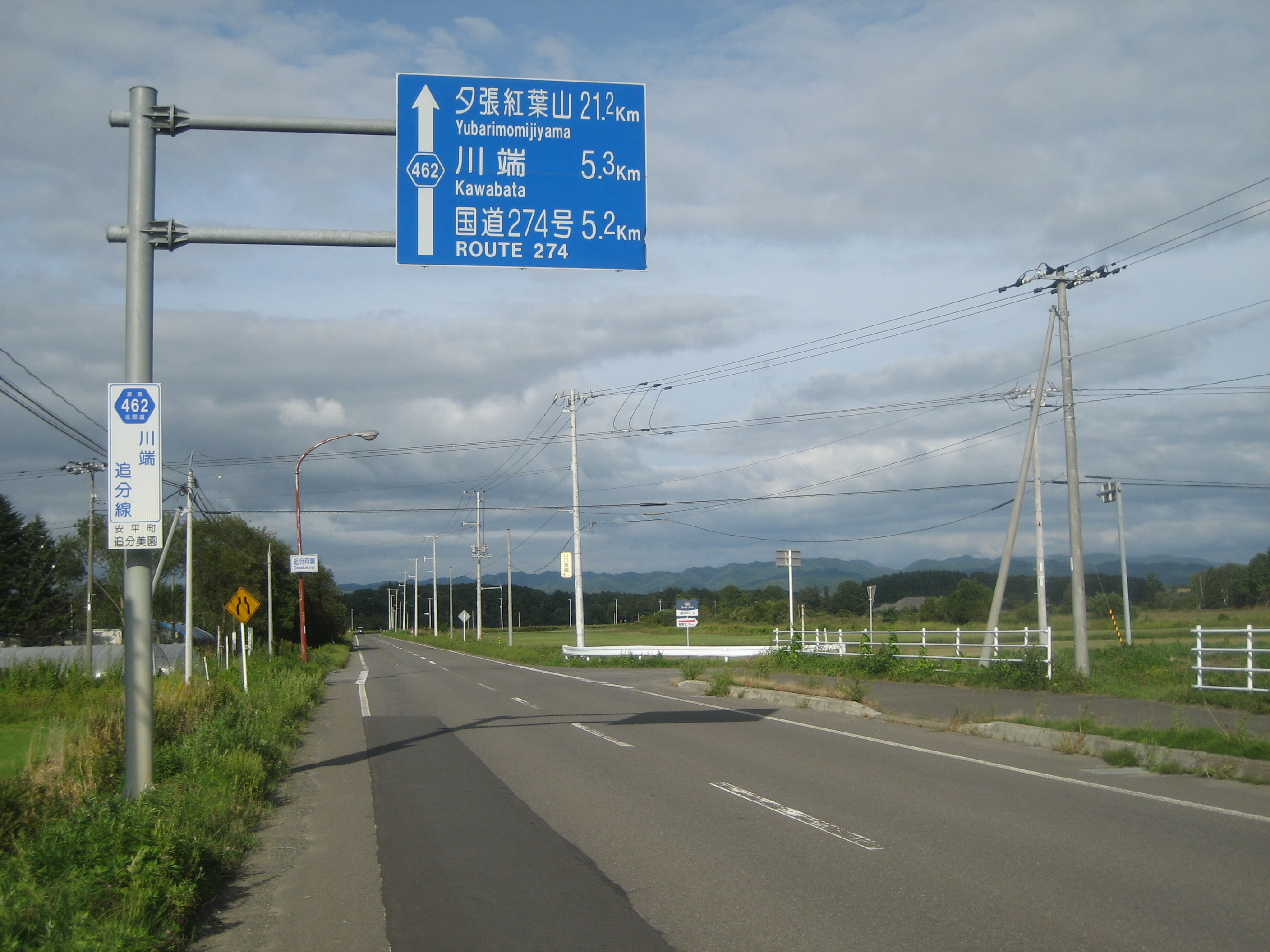
安平町追分美園付近

## 概要

### 路線データ
- 起点：北海道夕張郡由仁町川端（国道274号交点）
- 終点：北海道勇払郡安平町追分緑が丘（北海道道226号舞鶴追分線交点）
- 路線延長：9.0km（総延長）

### 道路管理者
- 空知総合振興局 札幌建設管理部 長沼出張所
- 胆振総合振興局 室蘭建設管理部 苫小牧出張所

## 歴史
- 1963年（昭和38年）10月23日 路線認定[1]。

## 地理

### 通過する自治体
- 空知総合振興局
  - 夕張郡由仁町
- 胆振総合振興局
  - 勇払郡安平町

### 交差する道路
由仁町
- 国道274号 - 川端（起点）

安平町
- 国道234号 - 追分美園
- 北海道道226号舞鶴追分線 - 緑が丘（終点）

### 沿線にある施設など
由仁町
- JR北海道 石勝線 川端駅 - 川端

安平町
- 追分ファーム - 追分向陽1233-1
- JR北海道 石勝線 東追分信号場 - 追分美園